# Gunilla Bandolin
Gunilla Bandolin (Köping, 1954) is een Zweedse beeldhouwster, keramiste en landschapsarchitecte.

## Leven en werk
Bandolin studeerde van 1973 tot 1975 journalistiek aan de Journalistskola in Stockholm, van 1974 tot 1976 literatuurgeschiedenis aan de Uppsala Universitet in Uppsala en in 1979 filosofie aan de Karlstad Universitet in Karlstad. Zij volgde van 1978 tot 1983 een opleiding aan de faculteit "keramiek en glas" van de Konstfack. Bandolin was van 1995 tot 2001 hoogleraar landschapsarchitectuur aan de Lantbrukhögskolan in Alnarp en van 2001 tot 2006 gasthoogleraar aan de Kungliga Tekniska Högskolan in Stockholm. Sinds 2006 is zij hoogleraar aan de faculteit kunst en kunstnijverheid Konstfack in Stockholm.
Zij kreeg in 2004 de Stockholms Stads hederpris en in 2006 de Sveriges Arkitekters Sienapris voor haar werk Observatorium uit 2002.

## Werken (selectie)

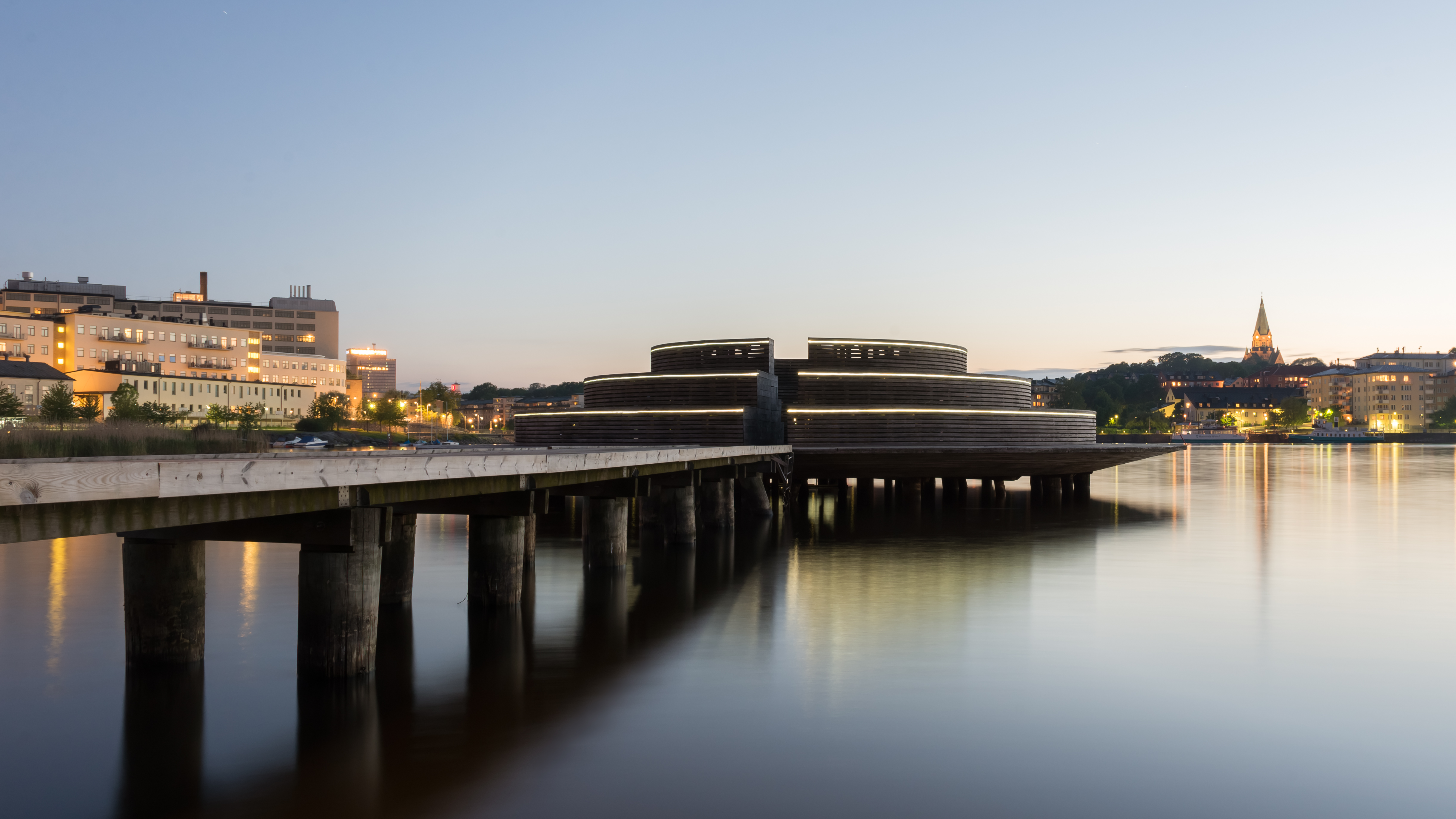
Observatorium (2002)

- Pyramiden (1990)[1], beeldenpark Slott Vanås bij Knislinge
- Vattenkunst (1993) bij Tetra Pak in Lausanne
- Vattenskulptur bij Telenor in Bergen
- Solomons's Well (1994), Socrates Sculpture Park in Queens (New York)
- Bojsemburg (1994) in Falun
- Sky's Impression (2001), Fundación NMAC in Vejer de la Frontera
- Observatorium (2002)[2], Hammarby Sjöstad in Stockholm
- Skulptur - graniet (2003), Södra Länken in Stockholm
- Utposten (2004) bij Posten in Solna
- Lusthus (2005), Ekängens skola in Linköping
- Skulptur (2008)[3], Tekniska Högskola Kemicen in Lund